# Гожув-Шльонський (гміна)
Гміна Гожув-Шльонський (пол. Gmina Gorzów Śląski) — місько-сільська гміна у південно-західній Польщі. Належить до Олеського повіту Опольського воєводства.
Станом на 31 грудня 2011 у гміні проживало 7357 осіб.

## Площа
Згідно з даними за 2007 рік площа гміни становила 154,12 км², у тому числі:
- орні землі: 71,00%
- ліси: 22,00%

Таким чином, площа гміни становить 15.83% площі повіту.

## Населення
Станом на 31 грудня 2011:
| Опис     | Загалом | Загалом | Чоловіки | Чоловіки | Жінки | Жінки |
| -------- | ------- | ------- | -------- | -------- | ----- | ----- |
| одиниця  | осіб    | %       | осіб     | %        | осіб  | %     |
| все      | 7357    | 100     | 3619     | 49,19    | 3738  | 50,81 |
| міське   | 2574    | 100     | 1229     | 47,75    | 1345  | 52,25 |
| сільське | 4783    | 100     | 2390     | 49,97    | 2393  | 50,03 |

## Сусідні гміни
Гміна Ґожув-Шльонський межує з такими гмінами: Бичина, Ключборк, Лубниці, Олесно, Прашка, Радлув, Скомлін.